# Giovanni Battista Maria Pallotta
Giovanni Battista Maria kardinál Pallotta (Palotto, Pallotti; 2. února 1594 Caldarola – 22. ledna 1668 Řím) byl římskokatolický duchovní, papežský diplomat a kuriální kardinál.